# Альдо Співак
Альдо Співак (італ. Aldo Spivach, нар. 15 січня 1909, Удіне — пом. 6 січня 1968, там само) — італійський футболіст, нападник і півзахисник. Відомий виступами, зокрема, за клуби «Лаціо» та «Болонья».

## Життєпис
У дорослому футболі дебютував 1925 року виступами за команду клубу Удінезе, в якій провів три сезони. 
Своєю грою за цю команду привернув увагу представників тренерського штабу клубу «Лаціо», до складу якого приєднався 1928 року і грав до 1932 року. Виступав з командою в новоствореній Серії А, був гравцем основного складу. У 1932-1934 роках грав за команду «Падова». 
Влітку 1934 року перейшов у команду «Болонья». Того ж року став з командою переможцем кубка Мітропи. У першій грі фіналу проти австрійської «Адміри» Співак вийшов на позиції центрального нападника, через відсутність лідера і капітана команди Анджело Ск'явіо. Альдо відкрив рахунок у матчі, але його команда поступилась з рахунком 2:3. У матчі-відповіді Співак не грав, а його клуб упевнено переміг 5:1 і здобув трофей. 
Закріпиться в основі «Болоньї» Співак не зумів, тому вже наступного сезону залишив команду. Наступні чотири роки грав у складах клубів Серії А «Самп'єрдаренезе» і «Лігурія». 
Завершував кар'єру у  рідному клубі «Удінезе», що на той час грав у Серії В. 

## Статистика виступів

### Статистика виступів у кубку Мітропи
| №                      | Розіграш               | Стадія                 | Дата та місце проведення | Команда 1              | Рахунок                                            | Команда 2 | Голи та інші дії |
| ---------------------- | ---------------------- | ---------------------- | ------------------------ | ---------------------- | -------------------------------------------------- | --------- | ---------------- |
| 1                      | 1934                   | Фінал                  | 5.09.1934, Відень        | Адміра (Відень)        | 3:2 [Архівовано 25 лютого 2021 у Wayback Machine.] | Болонья   | 7'               |
| Всього в кубку Мітропи | Всього в кубку Мітропи | Всього в кубку Мітропи | Всього в кубку Мітропи   | Всього в кубку Мітропи | 1                                                  | Голи      | 1                |

## Титули і досягнення
- Володар кубка Мітропи (1):

«Болонья»: 1934